# Hòa Thạc Hòa Khác Công chúa
Hoà Thạc Hoà Khác Công chúa (chữ Hán: 和硕和恪公主; 17 tháng 8 năm 1758 – 14 tháng 12 năm 1780), Công chúa nhà Thanh, là Hoàng nữ thứ 9 của Thanh Cao Tông Càn Long Đế trong lịch sử Trung Quốc.

## Tiểu sử
Hòa Khác Công chúa sinh ngày 14 tháng 7 (âm lịch) năm Càn Long thứ 23, mẹ là Hiếu Nghi Thuần Hoàng hậu Ngụy Giai thị, khi ấy còn đang là Lệnh phi trong hậu cung của Càn Long Đế. Công chúa là em gái cùng mẹ với Cố Luân Hòa Tĩnh Công chúa và là chị gái của Thanh Nhân Tông Gia Khánh Đế.
Năm Càn Long thứ 36 (1771), tháng 12, định ra huy hiệu [Hòa Thạc Công chúa; 和硕公主] - tước hiệu dành cho con gái của phi tần theo điển chế nhà Thanh. Sang sau (1772), tháng 8, chính thức làm lễ hạ giá lấy Trát Lan Thái (札蘭泰), là con trai của Nhất đẳng Vũ nghị Mưu Dũng công Triệu Huệ. Hôm đính hôn, Càn Long Đế và Hoàng thái hậu đang nghỉ ngơi ở Nhiệt Hà, nên ra lệnh hủy bỏ tiệc mừng đáng lẽ ra tổ chức ở Bảo Hòa điện, tiệc do đó dời từ Từ Ninh cung sang Vĩnh Thọ cung. Do không có Đế - Hậu, số bình rượu của công chúa chỉ có 6 bình. Trong khi đó, vào năm Càn Long thứ 35 (1770), Càn Long Đế ra chỉ dụ:"Quận chúa kết hôn dùng rượu 50 bình, huyện chúa 40 bình, Quận quân 30 bình, huyện quân 20 bình, Hương quân 16 bình".
Khi chuẩn bị hôn sự cho công chúa, Nội vụ phủ có kiến nghị dùng số lượng lớn là vàng làm của hồi môn, nhưng Càn Long Đế quyết định dùng bạc làm phần lớn số món yêu cầu. Ngoài ra, danh hiệu [Hòa Khác công chúa] của Cửu công chúa không rõ được ban định khi nào, nhưng cứ theo sách Thanh thực lục ghi nhận, vào lúc Cửu công chúa đính hôn, bà chỉ được ghi là [Hòa Thạc Công chúa] hoặc [Cửu công chúa] mà thôi. Công chúa phủ có 174 gian phòng không tính khuôn viên.
Năm Càn Long thứ 45 (1780), ngày 19 tháng 11 (âm lịch), Hòa Khác công chúa qua đời, hưởng niên 22 tuổi. Năm thứ 53 (1788), ngày 17 tháng 3, Ngạch phò Trát Lan Thái qua đời. Cả hai người chỉ có duy nhất một con gái. Theo Hồ sơ y tế Thanh Đảo, có ghi lại về bệnh tình của Hòa Khác Công chúa khi mất:
- [八月二十日，张茂芝看得九公主脉息浮数，系肺胃有热，外受微凉，以致身热面赤，口干，今用清解汤调理。次年正月二十一日，蔡世俊、张茂芝看得九公主脉息微数，系风热，已服用清解汤，脉恙俱减。议用清热和胃汤调理。闰五月二十三日，蔡世俊、张茂芝看得九公主微有伤风。今议用藿香正气丸末调理。乾隆四十五年十一月十九日，陈世官、姜晟、李德宣、那永泰看得和恪和硕公主，原系肝虚肺燥、咳嗽吐红，消耗日久劳症。竭力设法用药调治不应，与本月十九日卯时薨逝。]
- Vào ngày 20 tháng 8, Cửu công chúa có một số biểu hiện lạ. Phổi và dạ dày nóng bỏng, bên ngoài lại lạnh phát run. Cơ thể công chúa nóng và đỏ, khoang miệng khô. Vào ngày 21 tháng tiếp theo, thường nhìn thấy Công chúa đau đớn và bị thương nhẹ. Vào ngày 19 tháng 11, năm Càn Long thứ 45, họ chứng kiến Cửu công chúa cố gắng sử dụng thuốc để tránh khỏi cái chết.

Năm Càn Long thứ 46 (1781), Trưởng nữ của Hòa Thạc Hòa Khác công chúa được đưa đến Dực Khôn cung nuôi dưỡng, ban thưởng vật phẩm. Năm sau, Trưởng nữ được Càn Long Đế chỉ định đính hôn với Lâm Thấm Đa Nhĩ Tế (琳沁多尔济), con trai của Trác Lý Khắc Đồ Thân vương Cung Cách Lạt Bố Thản (恭格喇布坦) thuộc bộ tộc Khoa Nhĩ Thấm Mông Cổ.

## Tương quan
Luật pháp nhà Thanh đã quy định, cho con gái của Hoàng đế là Công chúa, phân ra làm hai loại tước hiệu là [Cố Luân công chúa; 固倫公主] và [Hoà Thạc công chúa; 和碩公主], xác định các nghi thức sắc phong. Trong đó tước hiệu [Cố Luân công chúa] được ban cho công chúa do Hoàng hậu sinh ra, tức là [Đích nữ; 嫡女]; còn tước hiệu [Hoà Thạc công chúa] được ban cho công chúa do các phi tần sinh ra, tức là [Thứ nữ; 庶女].
Có thể dễ thấy tại sao Hòa Khác Công chúa lại được phong [Hòa Thạc Công chúa]. Thân mẫu của bà, Hiếu Nghi Thuần Hoàng hậu Ngụy Giai thị, năm đó giữ danh hiệu Hoàng quý phi, theo luật thì con gái của Hoàng quý phi vẫn ở danh hiệu Hòa Thạc, chỉ trừ một vài trường hợp có sự thiên vị, như người chị gái ruột của Hòa Khác Công chúa, Cố Luân Hòa Tĩnh Công chúa, hoặc như Cố Luân Hòa Hiếu Công chúa, thân mẫu là Đôn phi Uông thị.
Thế nhưng, khi Gia Khánh Đế được lập làm Hoàng thái tử năm Càn Long thứ 60 (1795), Hoàng quý phi Ngụy thị cũng được truy phong làm [Hiếu Nghi Hoàng hậu] và ngay cả khi Càn Long Đế tuyên chiếu thiện nhượng cho Hoàng thái tử nối ngôi, thì Hòa Khác Công chúa vẫn ở phong hiệu Hòa Thạc. Điều này tương đối gây tranh cãi do Ung Chính Đế khi vừa lên ngôi đã truy phong em gái ruột của mình làm Cố Luân Ôn Hiến Công chúa.